# Pieza angusta
Pieza angusta is een vliegensoort uit de familie van de Mythicomyiidae. De wetenschappelijke naam van de soort werd voor het eerst geldig gepubliceerd in 1961 door Axel Leonard Melander, oorspronkelijk geplaatst in het geslacht Mythicomyia.